# 그분이 오신다
《그분이 오신다》는 2008년 10월 6일부터 2009년 2월 27일까지 방영된 문화방송 일일시트콤이다. 피자 가게를 배경으로 개성이 강한 가족들의 이야기를 담았다.

## 등장 인물

### 사직동 908번지 가족들
- 윤소정 : 윤소정 역(71세)

문식의 엄마이며 절대동안 할머니이다. 화장품과 명품에 집착이 강하며, 재산이 많다고 하지만 얼마인지 진짜 있는지는 아무도 모른다.
- 이문식 : 이문식 역(45세)

재숙과 재용의 아빠이며, 실종 2년만에 돌아왔지만 가족에 대한 기억은 잃었다. 피자집을 운영하고 있다.
- 정경순 : 정경순 역(45세)

재숙과 재용의 엄마이며, 솔직한 성격으로 자신도 모르게 사람들한테 상처를 준다. 2년간 남편의 빈자리를 거뜬히 지켜냈지만 기억을 잃고 돌아온 남편은 그녀를 ‘아줌마’라 부른다.
- 서영희 : 이영희 역

문식의 여동생이며, 한때 잘나가는 여배우였으나 스캔들이 터지면서 몰락했다. 재기를 꿈꾸며 절대 맡지 않을 것 같은 역할도 맡으면서 연기에 대한 열정을 불태우고 있다.
- 하연주 : 이재숙 역(21세)

재용과의 이란성 쌍둥이로 3분 차이로 누나가 되었다. 돈 관리가 철저한 엄마 경순은 정말 돈을 써야 할 때만 주니까, 돈이 궁해지면 만만한 재용이나 아빠 문식에게 돈을 뜯어낸다. 타고난 외모 덕에 인기 만점이다.
- 정재용 : 이재용 역(21세)

공대 2학년 대학생으로, 게임과 애니메이션에 정통하다. 할머니와 달리 절대노안이다.
- 강성진 : 강성진 역(37세)

아이들 삼촌. 핏줄은 아니지만 함께 산 20년 세월로 ‘가족이나 다름없다’고 하지만 불리하면 바로 남이라 주장한다. 눈치도 철도 없고 항상 툴툴거리며 ‘스쿠터’에 집착한다. 소정이 꾸준히 월급을 모아준 덕분에 독립한다.

### 주변 인물
- 전진 : 전진 역

방송국 PD로 영희에게 관심을 가진다. 자기 할말만 하고, 감정을 드러내지 않는 무뚝뚝한 남자이다.
- 김민지 : 김민지 역(20세)

재용의 여자친구. 커피숍을 운영하고 있다.
- 서효림 : 정효림 역(21세)

재숙의 친구. 재용을 협박하여 자기 애인으로 만들려 한다.
- 이광수 : 이만수 역(21세) <<지붕뚫고 하이킥>>의 출연자이다.

재용의 공대생 친구. 재용과 같이 어울리며 애니메이션 개발에 애쓴다.
- 성진환 : 강진상 역(21세)

재용의 친구. 만수, 재용과 같이 어울리며, 이영희에게 관심을 받을 때도 있다.
- 정윤민 : 정윤민 역

영희의 전 약혼자. 영희가 몰락 당시 파혼을 선언하고 떠난다.
- 이수나 : 윤민의 엄마 역

"이만하면 섭섭치 않을 거야"라는 멘트를 자주 날리며 백에는 봉투가 그득하다. 하지만 얼마가 들어있는지는 모른다.
- OJ : 오제형 역

영희를 키워준 10년지기 매니저이며, 하루가 멀다하고 터지는 영희의 스캔들에 정신 못차리지만 영희가 시키는 일이라면 자신도 모르게 어느새 하고 있다.
- 오상진 : 오상진 역

매번 비아냥거리는 식으로 발빠르게 영희와 가족들의 소식을 전하는 5차원 아나운서이다.
- 허일후 : 허기자 역

오상진 아나운서가 진행하는 뉴스 기자. 영희와 가족들의 소식을 전하려 애쓴다.
- 최민 : 최민 역

아이돌 가수. 영희를 짝사랑하고 있다.
- 최용민 : 방송국장 역

### 그 외의 게스트들
- 이준 : 이재용의 친구(단역)
- 구하라, 박규리, 정니콜, 강지영 (카라)
- 정시아
- 김선우
- 김기현
- 양택조
- 설운도
- 김구라
- 유빈, 소희(원더걸스)
- 이상엽
- 이수영
- 송중기
- 손담비
- 송옥숙
- 정종현
- 안상태
- 윤현숙
- 안보현
- 홍수현
- 최우혁
- 찬성
- 허영란
- 이민호
- 홍수아
- 이승기
- 한효주
- 안용준
- 홍인영
- 이현우
- 허이재
- 공형두
- 전광훈
- 김신영
- 박지헌
- 최현준
- 조향기
- 윤형빈
- 노홍철
- 강인
- 남창희
- 이하늘
- 이계인
- 오만석
- 이혜은
- 이두일
- 손호영
- 길

## 경쟁 프로그램
- SBS 일일드라마《애자 언니 민자》: 2008년 4월 21일 ~ 2008년 10월 31일
- SBS 일일드라마《아내의 유혹》: 2008년 11월 3일 ~ 2009년 5월 1일

## 참고 사항
- 몰락한 톱스타로 나오는 서영희의 과감한 코미디 연기가 화제가 되었으며 이른바 '돌아이바'로 눈길을 끌었다.[1]
- 방송을 시작한 이래 줄곧 5~6%의 시청률을 기록하며 시청자의 시선을 사로잡지 못하자 신정구 작가를 교체하였다.[2]